# Корпоративные споры в праве России
Корпоративный спор — спор, связанный с созданием, управлением или участием в корпоративной организации.
В российском законодательстве термин «корпоративный спор» закрепляется в ст. 225.1 Арбитражного процессуального кодекса РФ, обозначает спор, связанный с созданием юридического лица, управлением им или участием в юридическом лице, являющемся коммерческой организацией, а также некоммерческой организацией, объединяющей коммерческие организации и (или) индивидуальных предпринимателей.

## Виды корпоративных споров
- вид корпорации: коммерческие и некоммерческие корпорации;
- компетенции суда: арбитражные суды, суды общей юрисдикции;
- субъект-инициатор: внутренние (между членами корпорации, между членами и корпорацией или ее органами) и внешние (между корпорацией и третьими лицами, в частности, с Банком России либо регистратором);
- состав заявителей: индивидуальные и групповые (коллективные) иски;
- охраняемые права и законные интересы: прямые (в защиту собственных прав) и косвенные (в интересах корпорации) иски.

## Компетенция судов по корпоративным спорам

### Компетенцияарбитражных судов
- споры, связанные с созданием, реорганизацией и ликвидацией юридического лица;
- споры, связанные с принадлежностью акций, долей в уставном (складочном) капитале хозяйственных обществ и товариществ, паев членов кооперативов, установлением их обременений и реализацией вытекающих из них прав (кроме споров, указанных в иных пунктах настоящей части), в частности споры, вытекающие из договоров купли-продажи акций, долей в уставном (складочном) капитале хозяйственных обществ, партнерств, товариществ, споры, связанные с обращением взыскания на акции и доли в уставном (складочном) капитале хозяйственных обществ, партнерств, товариществ, за исключением споров, вытекающих из деятельности депозитариев, связанной с учетом прав на акции и иные ценные бумаги, споров, возникающих в связи с разделом наследственного имущества или разделом общего имущества супругов, включающего в себя акции, доли в уставном (складочном) капитале хозяйственных обществ и товариществ, паи членов кооперативов;
- споры по искам учредителей, участников, членов юридического лица (далее — участники юридического лица) о возмещении убытков, причиненных юридическому лицу, признании недействительными сделок, совершенных юридическим лицом, и (или) применении последствий недействительности таких сделок;
- споры, связанные с назначением или избранием, прекращением, приостановлением полномочий и ответственностью лиц, входящих или входивших в состав органов управления и органов контроля юридического лица, споры, возникающие из гражданских правоотношений между указанными лицами и юридическим лицом в связи с осуществлением, прекращением, приостановлением полномочий указанных лиц, а также споры, вытекающие из соглашений участников юридического лица по поводу управления этим юридическим лицом, включая споры, вытекающие из корпоративных договоров;
- споры, связанные с эмиссией ценных бумаг, в том числе с оспариванием ненормативных правовых актов, решений и действий (бездействия) государственных органов, органов местного самоуправления, иных органов, должностных лиц, решений органов управления эмитента, с оспариванием сделок, совершенных в процессе размещения эмиссионных ценных бумаг, отчетов (уведомлений) об итогах выпуска (дополнительного выпуска) эмиссионных ценных бумаг;
- споры, вытекающие из деятельности держателей реестра владельцев ценных бумаг, связанной с учетом прав на акции и иные ценные бумаги, с осуществлением держателем реестра владельцев ценных бумаг иных прав и обязанностей, предусмотренных федеральным законом в связи с размещением и (или) обращением ценных бумаг;
- споры о созыве общего собрания участников юридического лица;
- споры об обжаловании решений органов управления юридического лица;
- споры, вытекающие из деятельности нотариусов по удостоверению сделок с долями в уставном капитале обществ с ограниченной ответственностью.

### Компетенциясудов общей юрисдикции
- споры, связанные с созданием, управлением или участием в некоммерческой корпоративной организации (за исключение некоммерческой организации, объединяющей коммерческие организации и (или) индивидуальных предпринимателей);
- споры, возникающие в связи с разделом наследственного имущества или разделом общего имущества супругов, включающего в себя акции, доли в уставном (складочном) капитале хозяйственных обществ и товариществ, паи членов кооперативов ;
- споры об оспаривании руководителями организаций, членами коллегиальных исполнительных органов организаций решений уполномоченных органов организаций или уполномоченных собственниками лиц (органов) о досрочном прекращении их полномочий, возникших в силу трудового договора;
- споры об оспаривании руководителями организаций, членами коллегиальных исполнительных органов организаций применения к ним мер дисциплинарной ответственности.

Перечень корпоративных споров открыт.

## Способы защиты корпоративных прав
В процессуальном законодательстве и судебной практике выделяются следующие способы защиты нарушенных корпоративных прав и законных интересов:

### Универсальные способы защиты (ст. 12ГК РФ)
- признания права;
- восстановления положения, существовавшего до нарушения права, и пресечения действий, нарушающих право или создающих угрозу его нарушения;
- признания недействительным решения собрания;
- признания оспоримой сделки недействительной и применения последствий ее недействительности, применения последствий недействительности ничтожной сделки;
- признания недействительным акта государственного органа или органа местного самоуправления;
- самозащиты права;
- присуждения к исполнению обязанности в натуре;
- возмещения убытков;
- взыскания неустойки;
- компенсации морального вреда;
- прекращения или изменения правоотношения;
- неприменения судом акта государственного органа или органа местного самоуправления, противоречащего закону;
- иные предусмотренными законом способы.

### Иные установленные законом, непоименованные в ст. 12ГК РФ[3]
- ликвидация юридического лица по иску участника корпорации (п. 3 ст. 61 ГК РФ);
- перевод прав и обязанностей по договору купли-продажи акций (п. 4 ст.7 Закона об АО);
- обжалование акционером решения общего собрания (п. 7 ст. 49 Закона об АО);
- требование о понуждении общества включить предложенный вопрос в повестку дня общего собрания акционеров или кандидата в список кандидатур для голосования по выборам в соответствующий орган общества (п. 6 ст. 53 Закона об АО);
- требование о понуждении общества провести внеочередное общее собрание акционеров (п. 8 ст. 55 Закона об АО);
- взыскание убытков с лиц, осуществляющих функции органов корпорации (п. 5 ст. 71 Закона об АО);
- обжалование заключения уполномоченного органа о несоответствии цены сделки либо обжалование результатов экспертизы СРО по цене сделки (п. 3 ст. 77 Закона об АО);
- возмещение убытков при выкупе акций по несправедливой цене (п. 4 ст. 84.4 Закона об АО);
- исключение участника ООО (п. 1 ст. 67 ГК РФ, ст. 10 Закона об ООО);
- права кредитора досрочного требования в судебном порядке погашения долга (ст. 20 Закона об ООО);
- обжалование нотариальной сделки отчуждения доли уставного капитала (п. 12 ст. 21 Закона об ООО);
- перевод прав и обязанностей по договору купли-продажи доли (п. 18 ст. 21 Закона об ООО);
- обжалование участником решения общего собрания (п. 1 ст. 43 Закона об ООО);
- оспаривание крупной сделки общества (п. 5 ст. 46 Закона об ООО);
- оспаривание решения об исключении из членов СРО (п. 8 ст. 10 Закона о СРО);
- оспаривание решения Росреестра об отказе во внесении сведений об организации в реестр СРО (п. 11 ст. 20 Закона о СРО);
- ликвидация хозяйственного партнерства по требованию заинтересованного лица либо налогового органа (ст. 4 Закона о ХП);
- исключение участника хозяйственного партнерства (ст. 7 Закона о ХП);
- требования приобретателя о передаче доли в складочном капитале партнерства (п. 4 ст. 12 Закона о ХП);
- перевод прав и обязанностей по договору продажи доли (п. 8 ст. 15 Закона о ХП) и др.

### Выработанные судебной практикой, на основании положений законодательства
- требование к юридическому лицу о прекращении использования соответствующего объекта недвижимости в качестве адреса юридического лица и обязании юридического лица принять необходимые меры к внесению изменений в ЕГРЮЛ в части своего адреса (п. 5 постановления Пленума ВАС РФ от 30.07.2013 г. № 61);
- требование к обществу об обязании выкупить акции (п. 29 постановления Пленума ВАС РФ РФ от 18 ноября 2003 г. № 19) и др.

## Обеспечительные меры
К специальным мерам обеспечения корпоративных исков относятся (ст. 225.6 АПК РФ):
1. наложение ареста на акции, доли в уставном (складочном) капитале хозяйственных обществ и товариществ, паи членов кооперативов;
2. запрещение ответчику и другим лицам совершать сделки и другие действия в отношении акций, долей в уставном (складочном) капитале хозяйственных обществ и товариществ, паев членов кооперативов;
3. запрещение органам юридического лица принимать решения либо совершать иные действия по вопросам, относящимся к предмету спора или непосредственно с ним связанным;
4. запрещение юридическому лицу, его органам или участникам, а также иным лицам исполнять решения, принятые органами этого юридического лица;
5. запрещение Реестродержатель владельцев ценных бумаг и (или) депозитарию осуществлять записи по учету или переходу прав на акции и иные ценные бумаги, а также совершать другие действия в связи с размещением и (или) обращением ценных бумаг.

## Судебная статистика по корпоративным спорам
По данным Судебного департамента при Верховном Суде Российской Федерации за 2020 год рассмотрено:
- арбитражными судами субъектов Российской Федерации (первой инстанцией) рассмотрено 18 752 дела;
- арбитражными апелляционными судами — 5 832 дела;
- арбитражными судами округов — 2 632 дела.

По мнению экспертов? 25 % корпоративных споров (или каждое четвертое дело) в России рассматривают Арбитражный суд города Москвы и Арбитражный суд Московской области. Более половины корпоративных споров рассматриваются в первой инстанции в 10-ти арбитражных судах (суды-лидеры): города Москвы, города Санкт-Петербурга и Ленинградской области, Московской области, Свердловской области, Краснодарского края, Республики Татарстан; Ростовской области; Новосибирской области; Красноярского края; Самарской области.

## Юридическая доктрина
В юридической литературе корпоративный спор рассматривается в качестве разновидности корпоративного конфликта. Так, корпоративный конфликт — это любые противоречия интересов и (или) нарушения прав участников корпоративных и связанных с ними отношений, вытекающих из членства и управления корпорацией; корпоративный спор — неразрешимое досудебным (внесудебным) способом противоречие интересов и (или) нарушение корпоративных прав участников и связанных с ними отношений, вытекающих из членства и управления корпорации (Лаптев В. А., Долинская В. В., Ломакин Д.В. и др.).
Правоведами исследуются вопросы о возможности применения искусственного интеллекта при рассмотрении корпоративных споров, в частности, при оценке доказательств и установлении юридически значимых обстоятельств: определение «крупности» сделки по ее цене; расчету действительной стоимости доли в уставном капитале; расчет убытков корпорации; исчисление сроков исковой давности по требованию и иные алгоритмические действия. Приводится обзор процесса рассмотрения корпоративных споров в уголовных делах.
Вопрос о распределении компетенции между арбитражными судами и судами общей юрисдикции по рассмотрению соответствующих категорий корпоративных споров, а также о подведомственности корпоративных споров третейским судам периодически переосмысляется в правоведении (А. В. Габов, А. Е. Молотников, М. Е. Глазкова, Е. С. Раздъяконов, А. В. Абсалямов, Д. Б. Абушенко и др.).
Значимым для корпоративной судебной практики выступают разъяснение Верховного Суда РФ о рассмотрении по правилам главы 28.1 АПК РФ (о «корпоративных спорах») также споров, связанных с созданием государственных и муниципальных унитарных предприятий (то есть унитарных коммерческих организаций), а также государственных корпораций (то есть некоммерческих унитарных организаций), управлением ими или участием в них (пункт 30 постановления Пленума Верховного Суда РФ от 23.06.2015 № 25).

## Особенности рассмотрения корпоративных споров в суде
В России процессуальное законодательство содержит нормы и подходы, регламентирующие особый порядок рассмотрения корпоративных споров.
1. Процессуальный режим рассмотрения корпоративных споров — в порядке общего искового производства. Не допускается рассмотрение корпоративных споров в порядке упрощенного производства (п. 16 постановления Пленума Верховного Суда РФ от 18.04.2017 г. № 10).
2. По общему правилу отсутствует досудебный порядок в делах по корпоративным спорам (ч. 5 ст. 4 Арбитражного процессуального кодекса РФ, п. 115 постановления Пленума Верховного Суда РФ от 23.06.2015 г. № 25). Извещение участника остальных членов гражданско-правового сообщества о намерении оспаривать решения корпорации (п. 6 ст. 181.4 ГК РФ) не является досудебным порядком. Лишь в установленных законом случаях требуется соблюдение досудебного порядка. Например, при оспаривании решения налогового органа об отказе в государственной регистрации в силу закона досудебное обращение в вышестоящий налоговый орган обязательно (абз. 2 п. 1 ст. 25.2 Закона о государственной регистрации юридических лиц) либо при подаче иска о расторжении договора купли-продажи акций/доли в уставном капитале (ст. 452 ГК РФ).
3. Возложение судом на корпорацию обязанности известить членов гражданско-правового сообщества. При принятии иска к производству, суд в соответствующем определении в силе ч. 3 ст. 225.4 АПК РФ может указать на обязанность юридического лица — корпорации, уведомить всех своих участников или лиц, входящих в состав органов корпорации, регистратора и депозитария: о возбуждении производства по делу, предмете и об основании заявленного в арбитражный суд требования; об иных обстоятельствах спора участников этого юридического лица.
4. Специальные меры обеспечения корпоративных исков в целях соблюдения status quo (ст. 225.6 АПК РФ): наложение ареста на акции, доли в уставном (складочном) капитале хозяйственных обществ и товариществ, паи членов кооперативов; запрещение ответчику и другим лицам совершать сделки и другие действия в отношении акций, долей в уставном (складочном) капитале хозяйственных обществ и товариществ, паев членов кооперативов; запрещение органам юридического лица принимать решения либо совершать иные действия по вопросам, относящимся к предмету спора или непосредственно с ним связанным; запрещение юридическому лицу, его органам или участникам, а также иным лицам исполнять решения, принятые органами этого юридического лица; запрещение держателю реестра владельцев ценных бумаг и (или) депозитарию осуществлять записи по учету или переходу прав на акции и иные ценные бумаги, а также совершать другие действия в связи с размещением и (или) обращением ценных бумаг.